# Judy Budnitz
Judy Budnitz (1973) is een Amerikaans cartooniste en schrijfster.

## Levensloop
Ze groeide op in Atlanta en heeft Oost-Europese voorouders. Budnitz studeerde aan Harvard, was een fellow van het Provincetown Fine Arts Work Center en ontving een Master of Fine Arts-diploma van de New York University.
Met haar roman If I Told You Once stond Budnitz op de shortlist voor de Orange Prize van 2000. In datzelfde jaar won Budnitz de Edward Lewis Wallant Award en in 2005 kreeg ze een Lannan Literary Fellowship.
Ze woont met haar echtgenoot, een computeranimator, en hun zoontje aan Duboce Park in San Francisco.